# Art Brut 2
Art Brut 2 – trzeci długogrający album studyjny zespołu muzycznego PRO8L3M. Wydawnictwo ukazało się 6 marca 2020 roku nakładem wytwórni muzycznej RHW Records.
„Art Brut 2” jest albumem koncepcyjnym w całości opartym na samplach z polskiej muzyki lat 70., 80. i 90. XX wieku. Jest to kontynuacja stylistyczna mixtape'u „Art Brut” wydanego przez zespół w 2014 roku - zarówno w warstwie muzycznej (wykorzystania sampli) jak i wydania (okładka). Na albumie pojawiają się dwa utwory wykorzystujące wokale polskich piosenek z lat 80. - „Piekło Jest W Nas” używa utworu „Spisek Owadów” Majki Jeżowskiej, natomiast „Przebój nocy” utworu „Hi-Fi” grupy Wanda i Banda.
Album zadebiutował na 1. miejscu polskiej listy przebojów – OLiS, na którym utrzymał się przez 2 tygodnie. 8 kwietnia 2020 roku album uzyskał w Polsce status platynowej płyty, sprzedając się w nakładzie 30 tys. egzemplarzy. Zajął trzecie miejsce w zestawieniu Ogólnopolskiej Listy Sprzedaży za rok 2020. W październiku 2021 osiągnął certyfikat potrójnie platynowej płyty. 20 listopada 2024 roku album otrzymał certyfikat diamentowej płyty za sprzedaż ponad 150 000 kopii.

## Promocja

### TEST DRIV3
W dniach 20-22 lutego 2020 roku w Centrum Targowo-Kongresowym Global EXPO w Warszawie odbył się przedpremierowy odsłuch albumu. Wydarzeniu zatytułowanemu „TEST DRIV3” towarzyszyła nawiązująca do lat 90. instalacja audiowizualna, podczas której można było zobaczyć m.in. wystawę samochodów, pokaz świateł i laserów stroboskopowych oraz projekcję archiwalnych nagrań i zdjęć.

### Art Brut Tour
W ramach akcji promocyjnej płyty zaplanowana jest trasa koncertowa składająca się z 16 koncertów w 12 miastach.
| Data                 | Miejscowość | Miejsce                                        | Artyści towarzyszący                               |
| -------------------- | ----------- | ---------------------------------------------- | -------------------------------------------------- |
| 26 czerwca 2020      | Szczecin    | Łasztownia                                     | Taco Hemingway, Sokół, Bitamina, schafter, DZIARMA |
| 29 października 2020 | Toruń       | Akademickie Centrum Kultury i Sztuki „Od Nowa” | –                                                  |
| 30 października 2020 | Lublin      | Targi Lublin                                   | Sokół                                              |
| 4 listopada 2020     | Wałbrzych   | Stara Kopalnia                                 | –                                                  |
| 5 listopada 2020     | Wrocław     | Centrum Koncertowe A2                          | –                                                  |
| 6 listopada 2020     | Wrocław     | Centrum Koncertowe A2                          | –                                                  |
| 13 listopada 2020    | Kielce      | Grand Music Club                               | –                                                  |
| 14 listopada 2020    | Kraków      | Klub Studio                                    | –                                                  |
| 15 listopada 2020    | Kraków      | Klub Studio                                    | –                                                  |
| 20 listopada 2020    | Łódź        | Klub Wytwórnia                                 | –                                                  |
| 21 listopada 2020    | Poznań      | Klub Tama                                      | –                                                  |
| 22 listopada 2020    | Poznań      | Klub Tama                                      | –                                                  |
| 26 listopada 2020    | Gdańsk      | Klub B90                                       | –                                                  |
| 27 listopada 2020    | Gdańsk      | Klub B90                                       | –                                                  |
| 30 listopada 2020    | Warszawa    | Hala Torwar                                    | –                                                  |
| 4 grudnia 2020       | Katowice    | Międzynarodowe Centrum Kongresowe              | –                                                  |

## Lista utworów
Opracowano na podstawie materiału źródłowego.
| Nr  | Tytuł utworu                               | Długość |
| --- | ------------------------------------------ | ------- |
| 1.  | „Koło Fortuny (Intro)”                     | 1:58    |
| 2.  | „W Domach Z Betonu”                        | 3:34    |
| 3.  | „Matchboxy”                                | 2:28    |
| 4.  | „Na Rympał”                                | 1:58    |
| 5.  | „Piekło Jest W Nas” (gość. Majka Jeżowska) | 3:13    |
| 6.  | „Przebój Nocy” (gość. Wanda i Banda)       | 3:59    |
| 7.  | „Noc”                                      | 2:05    |
| 8.  | „Street Fighter”                           | 3:12    |
| 9.  | „Zadzwoń Do Mnie”                          | 2:33    |
| 10. | „BMK”                                      | 3:19    |
| 11. | „Mistrz Ping-ponga”                        | 1:23    |
| 12. | „Szansa Na Sukces”                         | 2:38    |
| 13. | „Dym”                                      | 2:26    |
| 14. | „Bagaże”                                   | 3:02    |
| 15. | „Skrable”                                  | 4:04    |
| 16. | „Outro”                                    | 1:37    |
|     |                                            | 43:29   |